# Australopithecus afarensis
 (février 2019).
Espèce
Statut de conservation UICN

 EX  : Éteint
Australopithecus afarensis est une espèce éteinte d'Hominidé bipède ayant vécu en Afrique entre environ 3,9 et 2,9 millions d'années BP. Les principaux fossiles d'Australopithecus afarensis ont été découverts en Afrique de l'Est, principalement en Éthiopie, au Kenya et en Tanzanie.
Le nom du genre Australopithecus signifie « singe du sud ». Le nom de l'espèce fait référence à l'Afar, la région du nord-est de l'Éthiopie où ont été découverts les fossiles de Lucy en 1974 et de Selam en 2000.

## Position phylogénétique
A. afarensis a longtemps été considéré comme un ancêtre du genre Homo et donc de l’espèce humaine actuelle Homo sapiens.
Aujourd’hui ce point de vue est minoritaire et la plupart des paléoanthropologues considèrent que ces australopithèques se situent sur une branche déjà séparée de celle du genre Homo.

## Principales caractéristiques

### Caractéristiques crâniennes et capacité cérébrale
Par rapport aux grands singes actuels et disparus, A. afarensis présentait des canines et des molaires réduites même si elles étaient plus grandes que chez les humains modernes. A. afarensis avait aussi un cerveau relativement réduit (380 à 430 cm3) et allongé (comme celui des chimpanzés actuels), l'aire de Broca ne montrait qu'un seul sillon et il disposait une face prognathe.
L’image d’un Hominidé ancien bipède et pourvu d’un petit cerveau fut une surprise pour les paléoanthropologues lors de la découverte d’A. afarensis dans les années 1970. En effet, il était couramment admis auparavant que l’augmentation de taille du cerveau était le premier trait adaptatif caractéristique des hominidés.

### Locomotion
Les caractéristiques de la locomotion d’A. afarensis suscitent d’importants débats. Certains auteurs estiment que cette espèce était presque exclusivement bipède, tandis que d’autres pensent qu’elle était en partie arboricole.
L’anatomie des mains, des pieds et de l’articulation de l’épaule plaident en faveur de cette dernière hypothèse. La courbure des phalanges des pieds et des mains est proche de celle des grands singes actuels et elle reflète très probablement leur aptitude à saisir efficacement les branches et à grimper.L’articulation de l’épaule présente est plus orientée vers le crâne que chez les humains modernes. Ce trait associé à des bras considérés comme relativement longs pourrait traduire une capacité élevée pour utiliser les bras au-dessus de la tête, notamment pour grimper.
Cependant, l'étude d'un métatarse d'A. afarensis découvert en 2000 en Éthiopie indique qu'il est plus proche morphologiquement de celui d'Homo sapiens que de ceux des gorilles et des chimpanzés. Les auteurs concluent que les A. afarensis étaient de réels bipèdes terrestres,.
D'autres traits du squelette d’A. afarensis sont fortement liés à la bipédie. Par sa morphologie générale, le bassin est plus proche de celui des humains modernes que de celui des grands singes. Les ailes iliaques sont courtes et larges, le sacrum est large et placé immédiatement derrière l’articulation coxo-fémorale, et l’insertion du muscle extenseur du genou est très marquée. Si le pelvis n’est pas pleinement humain, ces traits reflètent toutefois une modification radicale liée à une utilisation significative de la bipédie.
Le fémur est orienté vers l’intérieur de la jambe, ce qui implique que le pied devait être proche de la ligne de symétrie du corps, caractère indiquant une locomotion bipède habituelle. Les grands singes actuels ne partagent pas ce trait. L’articulation de la cheville d’A. afarensis est également très proche de celle des humains modernes.

### Comportement
Les comportements sociaux des espèces éteintes sont particulièrement délicats à reconstituer. Toutefois, la structure sociale des différentes espèces de grands singes actuels est en partie corrélée à l’importance du dimorphisme sexuel. Même si l’importance du dimorphisme sexuel chez A. afarensis fait débat, il est probable que les mâles étaient relativement plus grands que les femelles. Si l’on raisonne par analogie avec les singes actuels, il est possible que cette espèce ait vécu en petits groupes familiaux composés d’un mâle dominant associé à des femelles reproductrices.
Aucune industrie lithique n’a été mise en association avec des restes d'A. afarensis, toutefois en 2010, Shannon McPherron et ses collègues ont déduit l'usage de tranchants lithiques à partir de l'étude de certains marques sur des os du site paléontologique de Dikika en Éthiopie et datés d'environ 3,4 millions d'années. Ces outils n'ont pas été retrouvés mais la forme et l'organisation de ces traces peuvent s'expliquer par des gestes de découpe qui seraient donc le fait d'A. afarensis. Cette interprétation a été contestée sur la base d'arguments invalidés par la taphonomie de l'assemblage faunique, c'est-à-dire par l'étude comparative et statistique des marques visibles sur les autres fossiles. La contestation reposait sur des données archéologiques et un présupposé : 1° les plus anciens objets en pierre taillée connus à cette époque, et reconnus comme tels par la communauté scientifique, dataient du début du Pléistocène, environ 2,5 Ma ,, les dépôts sont au-dessus de l'inversion géomagnétique Gauss-Matuyama (2,58 Ma), 2° il était peu concevable d'attribuer l'usage manuel d'un tranchant lithique à un autre genre qu'Homo et 3° l'émergence d'Homo était encore associée à la transition plio-pléistocène pour une majorité de paléontologues. La découverte en 2011 d'un assemblage d'outils lithiques en place  âgés de 3,3 millions d'années à Lomekwi 3 au Kenya, lieu proche d'un site de découverte de Kenyanthropus platyops, démontre que leur fabrication était effective à cette époque et dans cette région de l'Afrique alors qu'aucun fossile d'Homo n'y a été collecté.

## Principaux sites

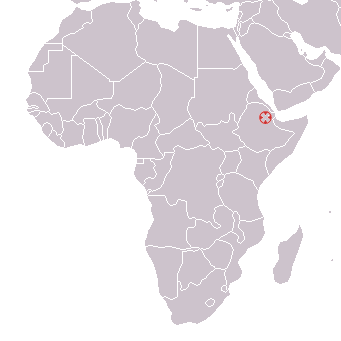
Hadar, Éthiopie, lieu de la découverte de Lucy (en 1974), et de Selam (en 2000).

Les fossiles d’Australopithecus afarensis n’ont été découverts qu’en Afrique de l’Est. Si l’holotype de l’espèce provient de Laetoli en Tanzanie, les fossiles les plus complets attribués à cette espèce proviennent de Hadar en Éthiopie. Ils comprennent les restes de la fameuse Lucy (localité AL 288), de la « première famille » (localité AL 333) et de Selam (Dikika).
D’autres fossiles d’Australopithecus afarensis ont été découverts dans des sites tels qu'Omo, Maka, Fejej et Belohdelie en Éthiopie, et Koobi Fora et Lothagam au Kenya.

## Principaux fossiles

### Holotype (LH 4)

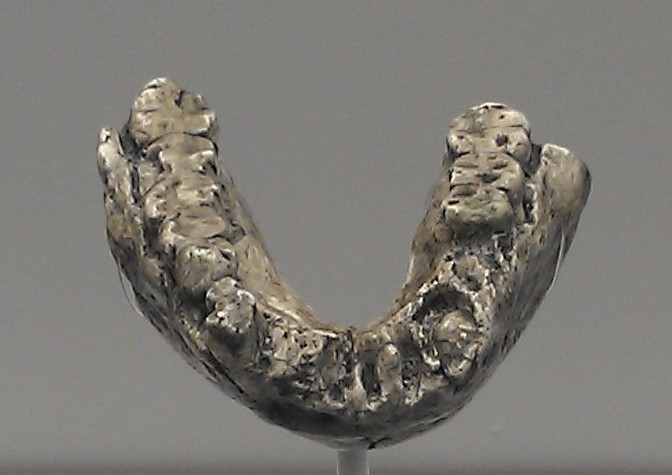
Réplique de la mandibule LH 4.

L’holotype d’A. afarensis est LH 4 (Laetoli Hominid 4), une mandibule d’adulte provenant du site de Laetoli en Tanzanie. Ce spécimen, trouvé par Maundu Muluila en 1974, est daté d'environ 3,6 millions d'années. Sa description a été publiée par Mary Leakey et ses collègues en 1976.

### Lucy (AL 288-1)

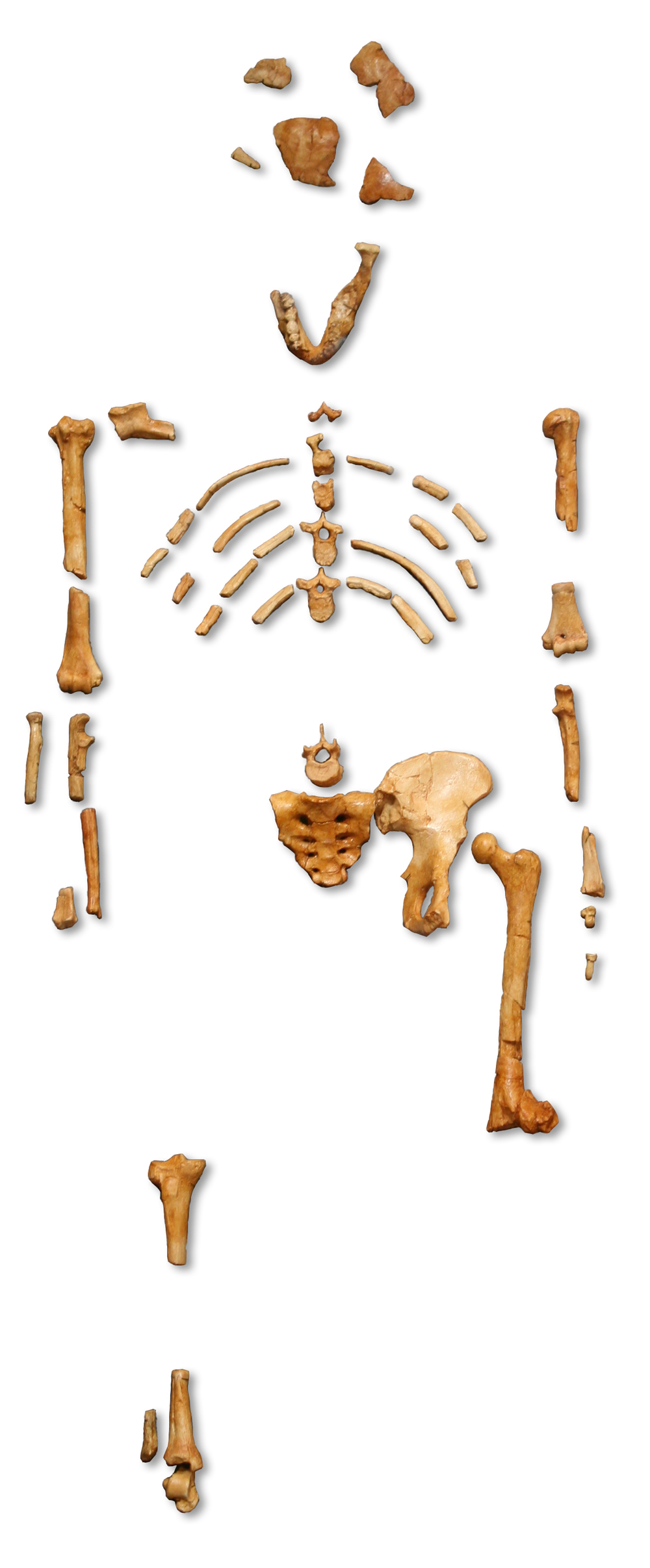
« Lucy » (AL 288-1).

Le premier squelette relativement complet d’A. afarensis a été découvert le 24 novembre 1974 en Éthiopie par Donald Johanson, Maurice Taieb et Yves Coppens. Surnommé Lucy en référence à la chanson Lucy in the Sky with Diamonds des Beatles, il a été décrit en 1978 par Donald Johanson, Yves Coppens et Tim White.

### La «première famille»
En 1975, l’équipe de D. Johanson réalisa une autre découverte majeure : non loin du gisement de Lucy, à la localité AL 333, 200 fragments d’ossements et de dents d’A. afarensis correspondant au moins à 13 individus adultes furent mis au jour. Cet ensemble de fossiles fut surnommé la « première famille ». Les ossements ne présentaient aucune trace de dent de carnivore et semblaient avoir péri ensemble avant d’être immédiatement ensevelis : les auteurs évoquèrent l’hypothèse selon laquelle une crue éclair aurait causé la mort de ce groupe d’australopithèques.

### Selam (DIK-1/1)

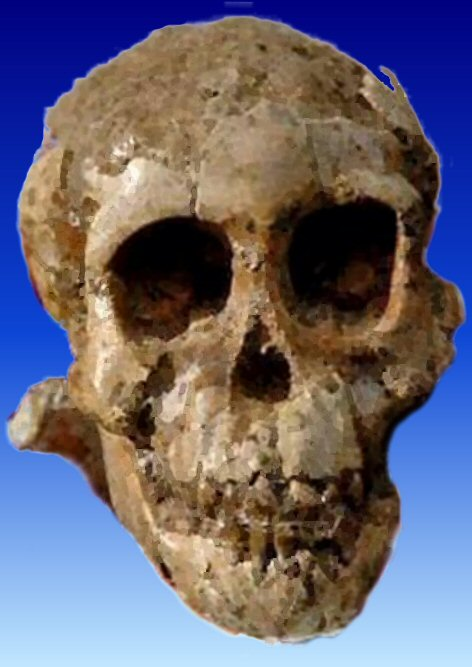
Le crâne de Selam.

Le 20 septembre 2006, le Scientific American a rendu publique la découverte du squelette très complet d’une A. afarensis, âgée de trois ans au moment de sa mort, à Dikika en Éthiopie, à quelques kilomètres du site où fut découverte Lucy. Son étude scientifique a été publiée le lendemain dans Nature. Le fossile surnommé Selam (« paix » en amharique) comporte la quasi-totalité du crâne et du torse, ainsi que la plupart des membres. Les traits du squelette suggèrent une aptitude à la bipédie mais aussi au grimper, en accord avec ce qui avait été observé chez Lucy.

### AL 200-1
AL 200-1 est un maxillaire supérieur fossile attribué à A. afarensis. Il a été découvert dans la région des Afars en Éthiopie en 1974. Son âge est estimé entre 3,0 et 3,2 millions d'années,.
Ses caractéristiques évoquent les grands singes, avec des incisives spatulées et un espace (diastème) entre la canine et l'incisive extérieure.

### AL 129-1
AL 129-1 est une articulation du genou fossile attribuée à A. afarensis. Elle fut découverte à Hadar (Éthiopie) par Donald Johanson en 1973. Son âge est évalué entre 3 et 3,2 millions d'années.
Ses caractéristiques incluent un condyle latéral elliptique et un fémur oblique comme chez les humains actuels, ce qui implique une station bipède.

### AL 444-2

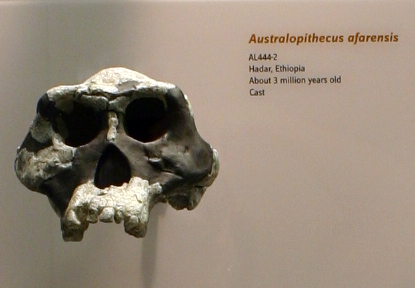
Réplique du crâne AL 444-2.

AL 444-2 est un crâne relativement complet attribué à un adulte mâle d'A. afarensis, d'une capacité crânienne de 550 cm3. Il a été découvert par William Kimbel et Yoel Rak en 1991 à Hadar en Éthiopie. Son âge est estimé à 3 millions d'années.

### Kadanuumuu
Kadanuumuu (« grand homme » en langue
afar) est le surnom donné à un squelette fossile partiel d’Australopithecus afarensis découvert en 2005 à Woranso-Mille dans la basse vallée de l'Awash dans l'Afar. Il est daté de 3,58 millions d'années. L'étude de ses ossements indique qu'il aurait mesuré plus d' 1,50 m.

## Autres espèces contemporaines
D’autres espèces globalement contemporaines d’A. afarensis ont été décrites :
- Kenyanthropus platyops relève d’une espèce et d’un genre nouveaux, décrits à partir du crâne KNM WT 40000. Les importantes déformations de ce fossile rendent délicates les comparaisons mais ce taxon partage un certain nombre de caractères avec A. afarensis dont une face plate ;
- Ardipithecus ramidus est lui aussi attribué à un nouveau genre et une nouvelle espèce. Il était arboricole et pouvait se déplacer en mode bipède sur de courtes distances, il vivait dans un environnement plus forestier. Sa capacité crânienne est difficile à évaluer car les os du neurocrâne sont incomplets.